# Heinrich Bünting
Pour les articles homonymes, voir Bünting.

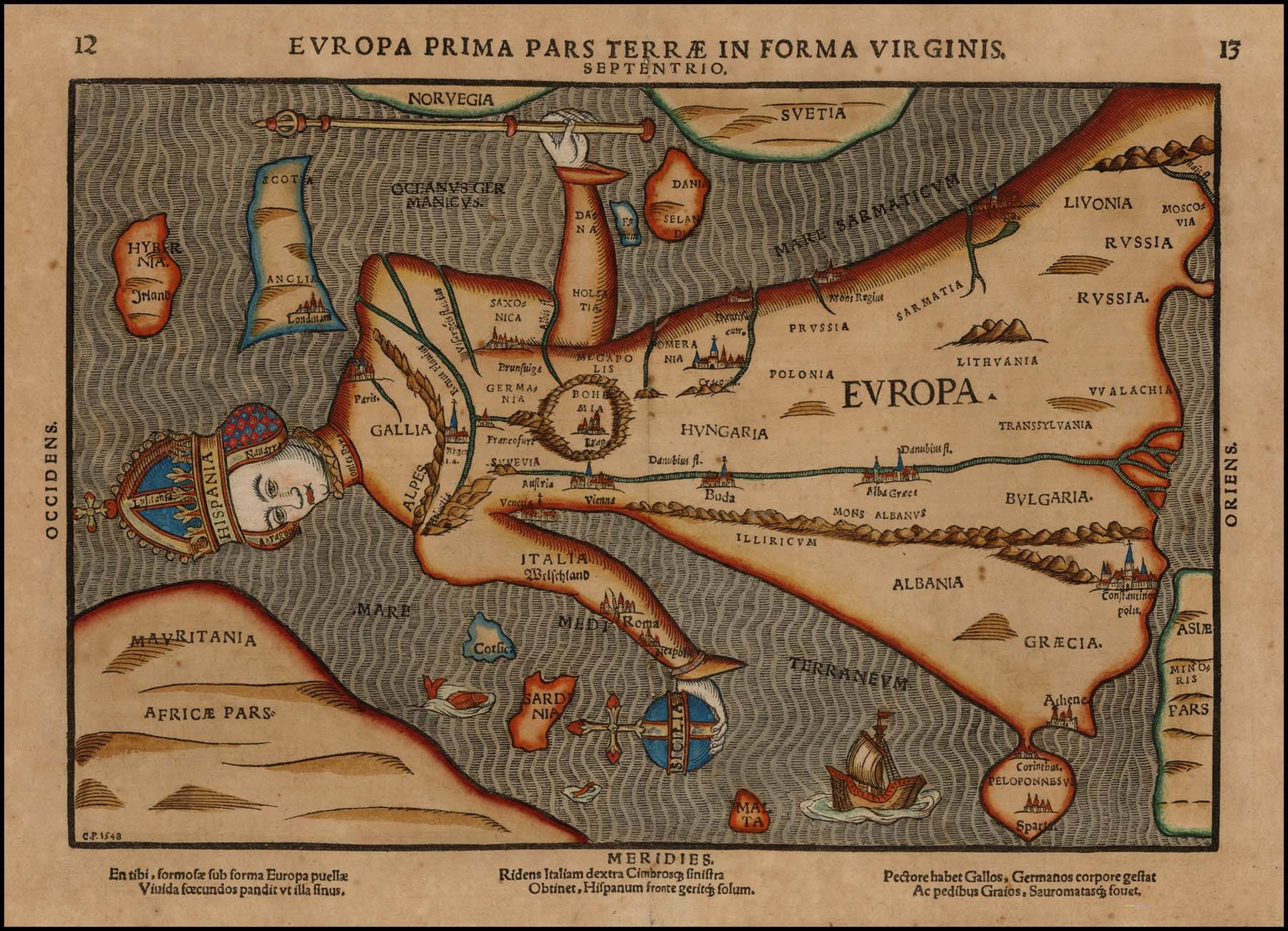
La carte de l'Europe de Bünting.

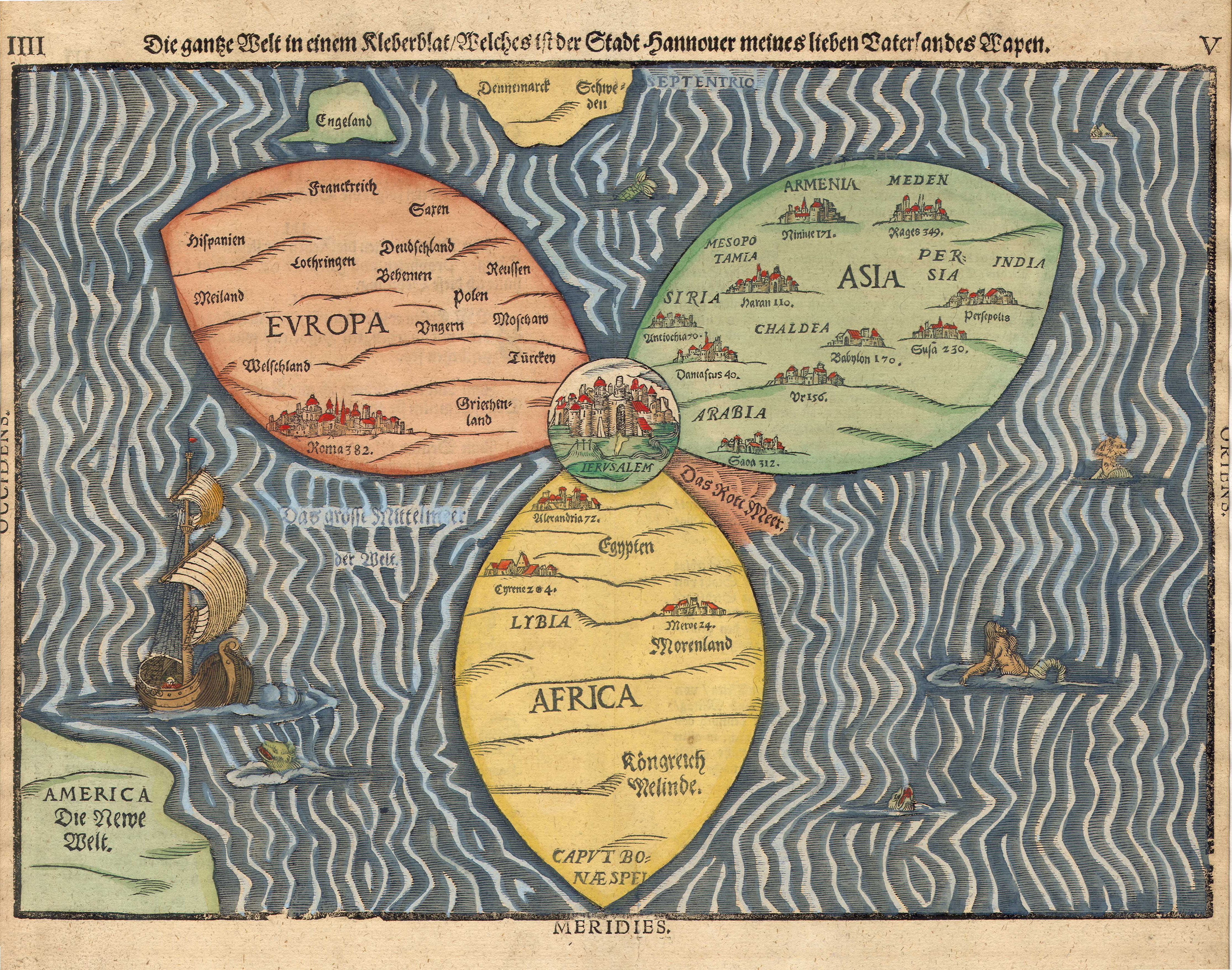
Carte du trèfle de Bünting.

Heinrich Bünting, né à Hanovre en 1545 et mort dans cette ville le 30 décembre 1606, est un pasteur et théologien protestant, surtout connu pour son livre de cartes gravées sur bois, Itinerarium Sacrae Scripturae (Livre de voyage à travers les Saintes Écritures) publié pour la première fois en 1581.

## Biographie
Heinrich Bünting nait à Hanovre, en Allemagne, en 1545. Il étudie la théologie à l'Université de Wittenberg dont il est diplômé en 1569. Il est pasteur protestant à Lemgo avant d'être démis de ses fonctions en 1575. Il déménage à Gronau an der Leine. En 1591, il est nommé surintendant à Goslar. Lorsqu'un différend éclate sur ses enseignements en 1600, il est renvoyé et son ministère lui est retiré. Il passe le reste de sa vie en tant que simple citoyen à Hanovre,.

## Itinerarium Sacrae Scripturae
Sa collection de cartes gravées sur bois, Itinerarium Sacrae Scripturae, publiée pour la première fois à Magdebourg en 1581, était un livre très populaire à son époque. Il a été réimprimé et traduit plusieurs fois. Le livre fournissait le résumé le plus complet de la géographie biblique disponible et décrivait la Terre Sainte en suivant les voyages de diverses personnalités de l'Ancien et du Nouveau Testament. En plus des cartes conventionnelles, le livre contenait également trois cartes figuratives; le monde représenté en utilisant un dessin de trèfle censé représenter la Trinité avec Jérusalem au centre, l'Europe sous la forme d'une femme couronnée et vêtue, et l'Asie comme le cheval ailé Pegasus,,.